# Liste des abbés de Saint-Paul de Cormery
| - Alcuin (au centre), abbé de Saint-Martin de Tours et de Saint-Paul de Cormery. - Blason des abbés commendataires de Cormery. |

Cet article dresse la liste des abbés de l'abbaye Saint-Paul de Cormery.

## Liste des abbés

### Abbés réguliers
| Début de l'abbatiat | Fin de l'abbatiat | Abbé                    | Notes |
| 791                 | 796               | Ithier                  | abbé de Saint-Martin, fondateur de la celle Saint-Paul                                                                |
| 796                 | 19 mai 804        | Alcuin                  | abbé de Saint-Martin                                                                                                  |
| 804                 | ?                 | Frédegis                | date de fin d'abbatiat non précisée, mais il devient abbé de Saint-Omer en 819 ou 820                                 |
| ?                   | ?                 | Jacques                 | cité en 831 et 837 dans des chartes ; premier abbé de Saint-Paul élu par la communauté des 50 moines de l'abbaye      |
| 838                 | 868 ou 869        | Audacher                | |
| 893                 | 897               | Ives                    | |
| ?                   | ?                 | Aimon                   | cité en 900 |
| ?                   | ?                 | Ingenald                | |
| ?                   | ?                 | Adalbald                | |
| ?                   | ?                 | Godefroy                | |
| ?                   | ?                 | Raimbault               | |
| ?                   | ?                 | Gosbert                 | |
| ?                   | ?                 | Foulques le Bon         | cité en 944. Abbé laïque de Saint-Paul                                                                                |
| 965                 | 976               | Guy d'Anjou             | Fils du précédent. Quitte l'abbaye de Cormery lors de sa nomination à l'évêché du Puy                                 |
| ?                   | ?                 | Daniel                  | cité en 978 |
| 997                 | 1006              | Thibault Ier            | |
| 1007                | 1026              | Richard                 | |
| 1026                | 1040              | Robert Ier              | dit Infernus |
| ?                   | ?                 | Robert II               | dit l'Angevin ; cité dans des chartes de 1047, 1054 et 1060                                                           |
| ?                   | ?                 | Bernard Ier             | |
| 1070                | 1111              | Guy II                  | |
| ?                   | ?                 | Mainard                 | cité dans des chartes en 1123 et 1130                                                                                 |
| 1133                | 1139              | Thibault II             | |
| ?                   | ?                 | Guillaume Ier           | cité dans une bulle pontificale de 1139                                                                               |
| ?                   | ?                 | Jean Sabard             | cité en 1145 et 1146                                                                                                  |
| ?                   | ?                 | Roger                   | cité en 1147, 1164 et 1172                                                                                            |
| ?                   | ?                 | Sulpice                 | cité en 1174 |
| ?                   | ?                 | Gérard Ier              | cité en 1180 et 1182                                                                                                  |
| ?                   | ?                 | Philippe                | cité en 1188 et 1199                                                                                                  |
| ?                   | ?                 | Turpin                  | |
| ?                   | ?                 | Simon                   | cité en 1201 et 1221                                                                                                  |
| ?                   | ?                 | Regnault                | cité en 1228 |
| ?                   | ?                 | Adam                    | cité dans une charte de 1230                                                                                          |
| ?                   | 1241              | Jean III                | cité en 1231 |
| 1241                | ?                 | Geoffroy II             | cité en 1244 |
| ?                   | ?                 | Bernard II              | cité en 1256, 1259 et 1260                                                                                            |
| ?                   | ?                 | Bernier                 | cité en 1261 |
| 1268                | 1271              | Jean de Brosse          | mort en 1271 |
| 1271                | ?                 | Jacques II              | cité dans des chartes de 1271 et 1272                                                                                 |
| ?                   | ?                 | Jean V                  | cité en 1276 et 1280                                                                                                  |
| ?                   | ?                 | Pierre d'Ussé           | cité en 1283 et 1293                                                                                                  |
| ca. 1293            | 1332              | Thibault de Châlon      | mort en 1332 et inhumé dans l'abbatiale                                                                               |
| 1333                | 1334              | Michel de la Roche      | dit Rupin, mort en 1334                                                                                               |
| 14 novembre 1334    | 1352              | Jean le Chat            | prieur de Bournan |
| 1352                | 13 octobre 1376   | Gérard Potier           | |
| 1377                | 4 mai 1411        | Pierre d'Azay           | |
| 1411                | 1411              | Humbert                 | |
| 1412                | 11 septembre 1429 | Guillaume Bachelier     | |
| ?                   | 1432 ou 1433      | Guillaume de Hotot      | quitte Cormery pour prendre la tête de l'évêché de Senlis ; mort le 7 mars 1434 et inhumé dans l'abbatiale de Cormery |
| 1434                | 4 octobre 1476    | Pierre Berthelot        | inhumé dans l'abbatiale Saint-Paul                                                                                    |
| 1476                | 28 novembre 1484  | Jean Bouchard           | docteur en théologie, aumônier du roi, évêque d'Avranches                                                             |
| 1484                | 7 septembre 1490  | Jean Conseil            | |
| 1490                | 1497              | Jean du Puy             | démissionne en faveur de son neveu ; mort en 1517 et inhumé dans l'abbatiale de Cormery                               |
| 1508                | 1519              | René du Puy de Nazelles | abandonne sa charge pour devenir évêque de Lodève                                                                     |

### Abbés commendataires
| Début de l'abbatiat | Fin de l'abbatiat | Abbé                                   | Notes                                                                                    |
| 1519                | 18 décembre 1535  | Denis Briçonnet                        | évêque de Lodève et de Saint-Malo                                                        |
| 1536                | 1545              | Jean du Bellay                         | abandonne sa charge en 1545 ; meurt le 15 février 1560 à Rome                            |
| 1545                | 17 avril 1547     | Jacques de Jaucourt                    | abbé cistercien                                                                          |
| 1548                | 1550              | Charles de Lorraine                    | cardinal de Guise et de Lorraine, abandonne l'abbatiat de Cormery en 1550. Meurt en 1574 |
| 28 décembre 1550    | 1559              | Robert de Lenoncourt                   | cardinal, meurt en 1561. Il avait abandonné sa charge d'abbé de Cormery en 1559          |
| 1559                | 25 mai 1583       | Jean de la Rochefoucault               | également abbé de Marmoutier et de Villeloin                                             |
| 1583                | 1586              | Geoffroy du Pin                        | démissionne en 1586                                                                      |
| 1586                | 1596              | Charles Miron                          | démissionne en 1596                                                                      |
| 1586                | ?                 | Louis Ancelon                          |                                                                                          |
| 1627                | 1630              | Louis Gouffier de Boissy de Caravas    | protonotaire du Saint-Siège apostolique. Démissionne en faveur du suivant                |
| 1630                | 11 avril 1631     | Armand Jean du Plessis de Richelieu    | cardinal de Richelieu. Démissionne en faveur de son frère                                |
| 1632                | 23 mars 1653      | Alphonse-Louis du Plessis de Richelieu | meurt le 23 mars 1653                                                                    |
| 1653                | 11 mai 1680       | Henri de Béthune                       | archevêque de Bordeaux. Meurt le 11 mai 1680                                             |
| 28 juin 1680        | 14 novembre 1746  | Nicolas-Guillaume de Bautru de Vaubrun | docteur de Sorbonne                                                                      |
| 1747                | 1789              | Marc-Antoine Bertet de la Clue         | vicaire général du diocèse de Chartres                                                   |